# Charlie Parra del Riego

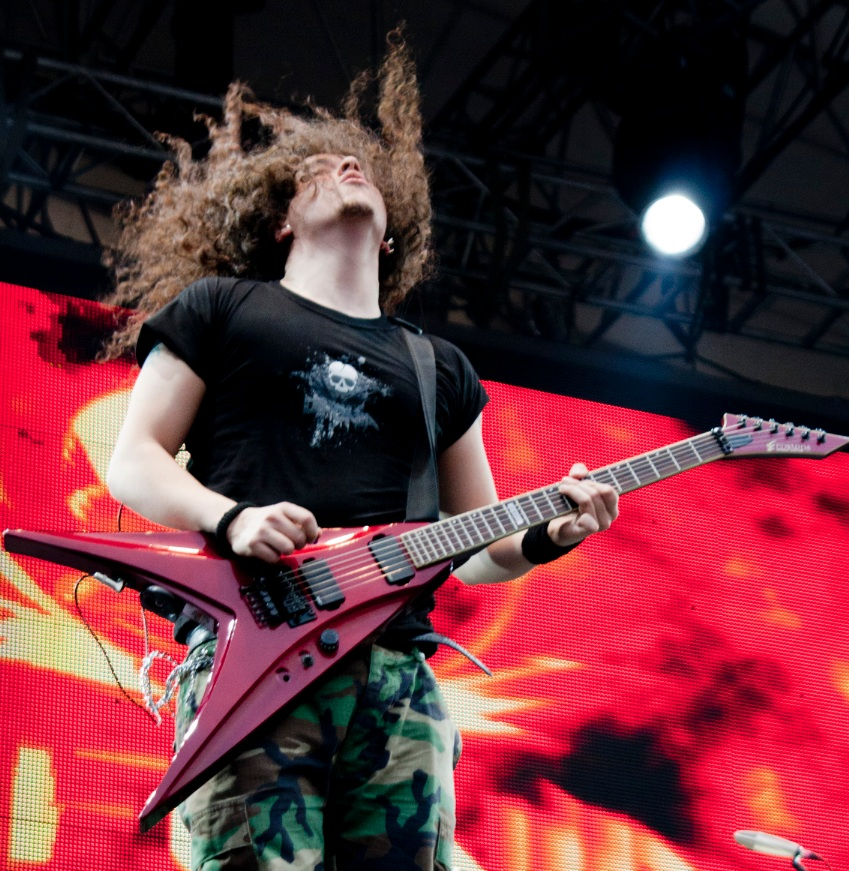
Charlie Parra, 2016

Carlos Enrique Parra del Riego Campoverde, besser bekannt als Charlie Parra del Riego (* 5. März 1985 in Lima, Peru), ist ein peruanischer Gitarrist und Komponist. Er war Mitglied in der Heavy-Metal-Band Kobra and the Lotus. Aktuell spielt er bei folgenden Bands: Difonía, M.A.S.A.C.R.E und Leusemia. Zudem ist er solo unterwegs.
Er hat einen eigenen YouTube-Kanal, auf dem er ebenfalls einzelne Stücke seiner Werke, aber auch Stil-Vergleiche veröffentlicht.

## Leben
Charlie Parra del Riego war dreizehn Jahre alt, als er anfing, sein erstes Instrument zu lernen, eine peruanische Cajón. Er wurde von Musikern wie Slash, Eddie Van Halen, Randy Rhoads, Marty Friedman, Kirk Hammett, Robbin Crosby, Dino Cazares, Dimebag Darrell, Johnny Ramone, Gonzalo Farfán und Joaquín Mariátegui inspiriert.

## Veröffentlichungen
2011 – Procratinacion
2012 – Merry Heavy Metal Christmas
2014 – Video games go Metal
2014 – Rock and Pop Hits go Metal
2015 – Anime goes Metal
2017 – B-Sides, Rarities and Black Metal
2017 – ConFe
2018 – Rare Tracks and Covers 2014 - 2018
2018 – Rare Tracks and Covers Vol. 2 2011 - 2015
2019 – Chaos and Redemption
2020 – Live (En Vivo)
Die meisten seiner Veröffentlichungen erschienen als MP3 und auf Spotify. Chaos and Redemption erschien als Albumveröffentlichung.

## Belege
1. ↑  Kobra and the Lotus. Abgerufen am 19. Dezember 2020.
2. ↑  Charlie Parra del Riego – Charlie Parra del Riego official site / sitio oficial. Abgerufen am 19. Dezember 2020 (europäisches Spanisch).
3. ↑  Charlie Parra del Riego - YouTube. Abgerufen am 19. Dezember 2020.
4. ↑  Merch – Charlie Parra del Riego. Abgerufen am 19. Dezember 2020 (europäisches Spanisch).
5. ↑  Spotify Künstlerseite Charlie Parra del Riego. In: Spotify. Spotify, abgerufen am 19. Dezember 2020 (englisch).

| Personendaten    | Personendaten                        |
| ---------------- | ------------------------------------ |
| NAME             | Parra del Riego, Charlie             |
| ALTERNATIVNAMEN  | Parra, Charlie                       |
| KURZBESCHREIBUNG | peruanischer Gitarrist und Komponist |
| GEBURTSDATUM     | 5. März 1985                         |
| GEBURTSORT       | Lima, Peru                           |